# Myst
Myst är ett stilbildande datorspel utgivet 1993 till Macintosh av bröderna Rand och Robyn Miller under namnet Cyan Worlds. Spelet konverterades till Windows år 1994 av Brøderbund, och är ett av de första riktigt framgångsrika spelen på CD-ROM, och blev det första av en ny sorts äventyrsspel.
Spelet är baserat på Hypercard och egentligen mycket enkelt uppbyggt. Mängder av förrenderade stillbilder som genom musklick är länkade till varandra ger illusionen av att vandra omkring i en fotorealistisk 3D-värld. Musik och ljudeffekter är sparsamma, men stämningsfulla. Utmaningen består i att lösa ett antal logiska pussel som ofta består av att dra i spakar och trycka på knappar m.m. och bildar en gåta. Bakgrundshistorien berättas huvudsakligen genom läsning av ett antal dagböcker som finns i ett bibliotek i spelet.
Spelet har med efterföljaren Riven inräknad sålt i 12 miljoner exemplar och är därmed 90-talets mest sålda spel.

## Handling
Spelaren axlar rollen som en mystisk främling som hittat en väldigt speciell bok kallad Myst. Boken transporterar främlingen till en liten ö med flera byggnader och avancerade maskiner, men utan människor. Det visar sig snart att den mystiska boken är skriven med hjälp av den speciella tekniken "the Art", genom vilken en portal-liknande länk till ön har skapats. På ön finns det andra liknande böcker, som länkar till andra sådana "eror" (engelska ages). I två liknande böcker, hålls två bröder fångna och de båda ber främlingen att rädda dem själva och inte den andra. Spelaren måste nu lösa en rad pussel för att hitta de försvunna boksidorna, som krävs för att rädda någon av dem.
Under spelets gång får spelaren även ta reda på öns bistra bakgrundshistoria, genom att läsa invånarnas dagböcker och dokument. Det framkommer då, att både "the Art" och ön är kvarlevor av den urgamla, men nu i stort sett utdöda, civilisationen "D'ni". Utöver Atrus och hans fru Catherine (Katran), levde även deras två söner, Sirrus och Achenar, på den mystiska ön. Ju mer spelaren letar, desto mindre trovärdiga verkar också bröderna. Historien avtäcks bit för bit och mot slutet ställs spelaren inför ett val: antingen att hjälpa någon av bröderna eller att hjälpa deras far.
Det har senare framkommit, att Myst utspelar sig år 1806 och att "Främlingen" antagligen fann Mystboken någonstans i nuvarande New Mexico.

## Karaktärer
- Sirrus och Achenar - De två bröderna
- Atrus - Deras far
- Catherine (Katran) - Deras mor
- Yeesha - Deras syster

## Versioner
- Ursprungsversionen släpptes till Macintosh år 1993.
- Den första konverteringen kom året därpå till Windows. På grund av platsbrist förkortades soundtracket.
- Spelet konverterades senare till Playstation, Jaguar, CD-i, 3DO, Amiga och Saturn.
- Myst har konverterats till Nintendo DS.
- År 2009 släpptes en specialversion till Iphone.[2]

Två uppdaterade versioner har släppts av Myst:
- Myst: Masterpiece Edition släpptes 2000[3] till både Mac och PC och erbjuder precis samma spel, men med bättre kvalitet på både bild och ljud. Eftersom denna version bygger på windowsutgåvan av det ursprungliga Myst använder den lustigt nog det förkortade soundtracket. Om detta är ett misstag eller beror på problem med rättigheter är inte känt.
- realMyst släpptes även det år 2000 och erbjuder äkta 3D istället för stillbilderna i originalet. Förutom ett par detaljändringar i spelvärlden, är även en helt ny era, Rime, tillagd.

## Uppföljare
- Riven: The Sequel to Myst
- Myst III: Exile
- Myst IV: Revelation
- Myst V: End of Ages

Dessutom:
- Uru: Ages Beyond Myst

## Böcker i Mystserien
- The Book of Atrus
- The Book of Ti'ana
- The Book of D'ni
- The Book of Marrim (ej släppt)

De tre första böckerna finns även i en samlingsbok vid namn The Myst Reader.

## Parodier
En parodi gjordes på datorspelet, kallad "Pyst", släpptes år 1996.